# Destilación seca
La destilación seca es el calentamiento de materiales sólidos para producir productos gaseosos (que pueden condensarse en líquidos o sólidos). El método puede involucrar pirólisis o termólisis, o no (por ejemplo, una simple mezcla de hielo y vidrio podría separarse sin romper ningún enlace químico, pero la materia orgánica contiene una mayor diversidad de moléculas, algunas de las cuales probablemente se rompan). Si no hay cambios químicos, solo cambios de fase, se asemeja a la destilación clásica, aunque generalmente necesitará temperaturas más altas. La destilación seca en la que se producen cambios químicos es un tipo de destilación destructiva o craqueo. 

## Usos
El método ha sido utilizado para obtener combustibles líquidos a partir de carbón y madera. También se puede utilizar para descomponer sales minerales como los sulfatos (SO2−
4) a través de la termólisis, en este caso produciendo dióxido de azufre (SO2) o trióxido de azufre (SO3) que se puede disolver en agua para obtener ácido sulfúrico. Por este método, el ácido sulfúrico fue identificado por primera vez y producido artificialmente. Cuando las sustancias de origen vegetal, por ejemplo: carbón, esquisto bituminoso, turba o madera, se calientan en ausencia de aire (destilación seca), se descomponen en gas, productos líquidos y coque/carbón vegetal. El rendimiento y la naturaleza química de los productos de descomposición dependen de la naturaleza de la materia prima y de las condiciones en las que se realiza la destilación en seco. La descomposición dentro de un rango de temperatura de 450 a aproximadamente 600  °C se llama carbonización o desgasificación a baja temperatura. A temperaturas superiores a 900  °C, el proceso se denomina coquificación o desgasificación a alta temperatura. Si el carbón se gasifica para hacer gas de carbón o se carboniza para hacer coque, el alquitrán de hulla se encuentra entre los subproductos. 

### Madera
Cuando la madera se calienta por encima de 270  °C, comienza a carbonizarse. Si no hay aire, el producto final (ya que no hay oxígeno presente para reaccionar con la madera) es el carbón. Si hay aire (que contiene oxígeno), la madera se incendiará y arderá cuando alcance una temperatura de aproximadamente 400–500  °C y el producto combustible sea ceniza de madera. Si la madera se calienta lejos del aire, primero se elimina la humedad. Hasta que esto se complete, la temperatura de la madera permanece a aproximadamente 100–110  °C. Cuando la madera está seca, su temperatura aumenta y, a aproximadamente 270  °C, comienza a descomponerse espontáneamente. Esta es la reacción exotérmica bien conocida que tiene lugar en la quema de carbón. En esta etapa comienza la evolución de los subproductos de la carbonización de la madera. Estas sustancias se emiten gradualmente a medida que aumenta la temperatura y, a aproximadamente 450  °C, la evolución es completa. El residuo sólido, el carbón vegetal, es principalmente carbono (alrededor del 70%) y pequeñas cantidades de sustancias alquitranadas que pueden eliminarse o descomponerse completamente solo al elevar la temperatura por encima de los 600  °C. 
En la práctica común de la quema de carbón utilizando el calentamiento interno de la madera cargada al quemar una parte de ella, todos los vapores de subproductos y gases se escapan a la atmósfera como humo. Los subproductos se pueden recuperar pasando los gases de escape a través de una serie de agua para producir el llamado vinagre de madera (ácido piroligno) y el gas de madera no condensable pasa a través del condensador y puede quemarse para proporcionar calor. El gas de madera solo se puede usar como combustible y está compuesto típicamente por un 17% de metano; 2% de hidrógeno; 23% de monóxido de carbono; 38% de dióxido de carbono; 2% de oxígeno y 18% de nitrógeno. Tiene un valor calorífico de gas de aproximadamente 10.8 MJoules por m³ (290 BTU / cu.ft.), Es decir, aproximadamente un tercio del valor del gas natural. Cuando las maderas de árboles de hoja caduca se someten a destilación, los productos son metanol (alcohol de madera) y carbón vegetal. La destilación de la madera de pino hace que el alquitrán y la brea se escurran de la madera y dejen atrás el carbón. El alquitrán de abedul de la corteza de abedul es un alquitrán particularmente fino, conocido como "aceite ruso", adecuado para la protección del cuero. Los subproductos del alquitrán de madera son la trementina y el carbón vegetal. 
Los hornos de alquitrán son hornos de destilación seca, utilizados históricamente en Escandinavia para producir alquitrán a partir de madera. Fueron construidos cerca del bosque, de piedra caliza o de agujeros más primitivos en el suelo. La parte inferior está inclinada hacia un orificio de salida para permitir que el alquitrán se derrame. La madera se divide en dimensiones de un dedo, se apila densamente y, finalmente, se cubre con tierra y musgo. Si el oxígeno puede entrar, la madera podría incendiarse y la producción se arruinaría. Encima de esto, un fuego se apila y se enciende. Después de unas horas, el alquitrán comienza a verterse y continúa haciéndolo durante unos días. 